# Бунт эгг-нога
Бунт эгг-нога, также известный как Бунт гоголь-моголя — бунт, произошедший в Военной академии США в Вест-Пойнте, штат Нью-Йорк, 24–25 декабря 1826 года. Он был вызван пьяной рождественской вечеринкой в северных казармах академии. За два дня до инцидента в академию контрабандой было провезено большое количество виски, чтобы приготовить гоголь-моголь (известный в США как эгг-ног) для вечеринки, что и дало название бунту.
К моменту прекращения беспорядков в рождественское утро в бунте в конечном итоге участвовало более трети курсантов. Последующее расследование, проведенное официальными лицами академии, привело к привлечению к ответственности 70 курсантов и преданию военно-полевому суду 20 из них вместе с одним рядовым. Среди участников бунта — хотя он и не предстал перед военным трибуналом — был будущий президент Конфедеративных Штатов Джефферсон Дэвис.

## Предпосылки

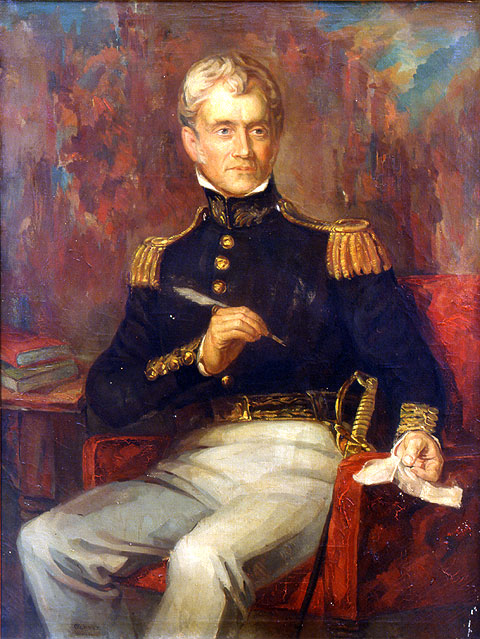
Суперинтендант Военной академии США Силванус Тейер. Портрет кисти Роберта Уолтера Уира

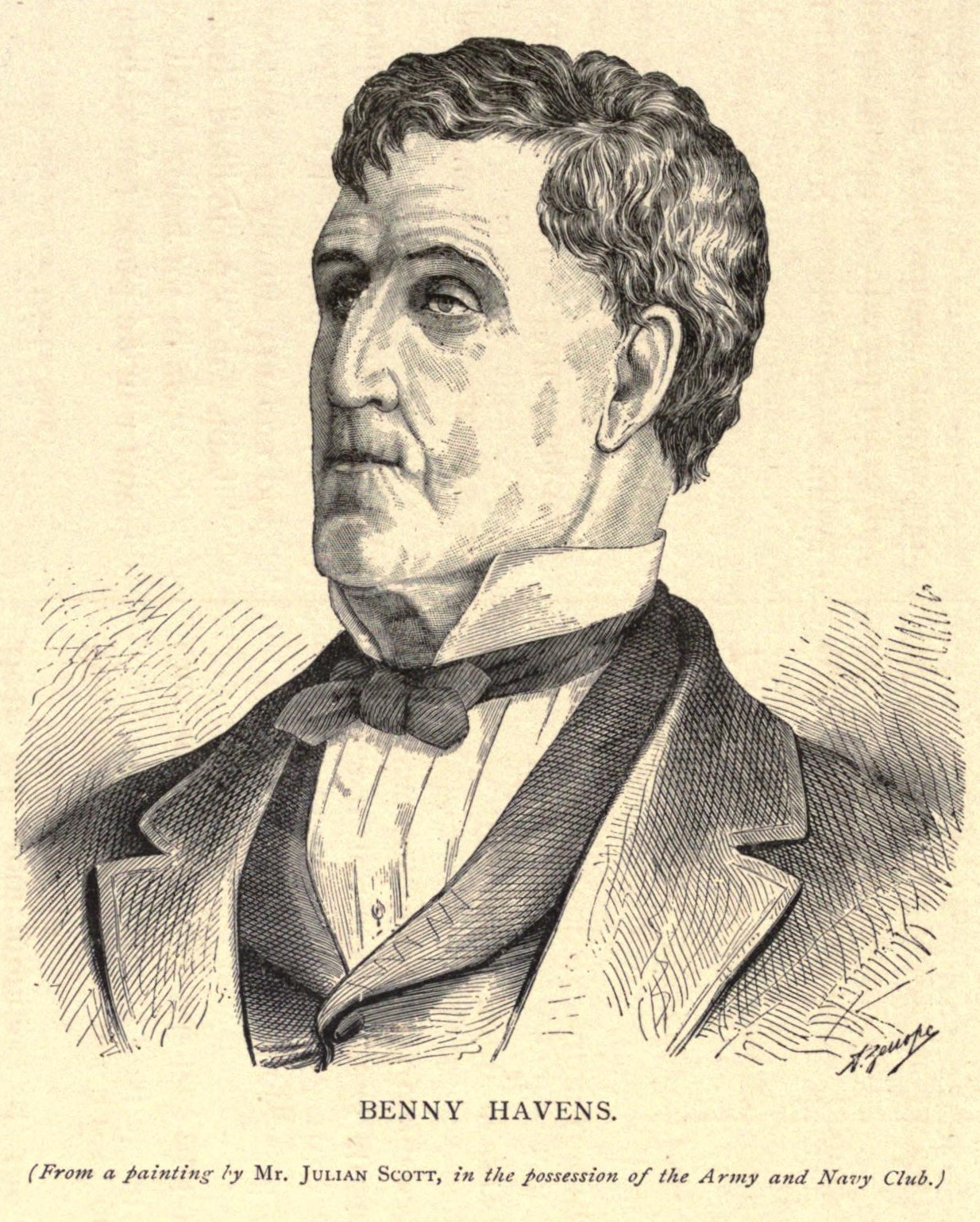
Владелец таверны Бенни Хейвенс

Большое количество небольших молочных ферм в Америке в начале 19 века сделало молоко, сливки и гоголь-моголь более доступными для американской публики. Джордж Вашингтон пил гоголь-моголь, который содержал не только ром, но и значительное количество хереса, бренди и виски.
В 1817 году Силванус Тейер принял командование Военной академией США. К 1826 году в академии было 36 человек, которые работали преподавателями и сотрудниками с четырьмя признанными отделениями - математики, инженерии, натурфилософии (теперь физики, химии и наук о жизни) и военной тактики.
Хранение алкоголя в академии было запрещено, а также пьянство и опьянение, оба из которых могли привести к исключению. Употребление табака и азартные игры могут привести к штрафам, незначительному тюремному заключению или потере привилегий. К 1826 году возникли опасения, что пьянство начинает выходить из-под контроля среди 260 кадетов академии. Курсантам сообщили, что из-за запрета на алкоголь на сайте их рождественский гоголь-моголь будет безалкогольным, что побудило принять решение провезти спиртное в академию контрабандой.

## Хронология событий

### 22 декабря 1826 г.

#### 20:50-22:15
В таверне Мартина кадеты Уильям Р. Бернли (Алабама), Александр Дж. Центр (Нью-Йорк) и Сэмюэл Александр Робертс (Алабама) чуть не подрались с владельцами другой таверны по поводу возвращения виски в Вест-Пойнт. Рядовой Джеймс Дуган, дежурный охранник, согласился позволить трем курсантам переправиться на лодке через Гудзон, чтобы переправить виски. Кадеты планировали купить полгаллона виски (1,89271 л) в качестве алкогольной основы для вечеринки с гоголь-моголем, которая состоится в северных казармах двумя ночами позже. Филипп Сент-Джордж (Виргиния) был 24-часовым дежурным курсантом дня. Бернли, Центр и Робертс успешно получили два галлона виски (7,57082 л.), переправив их контрабандой в комнату № 33 северных казарм. Кадет Т. М. Льюис (Кентукки) также вернулся с галлоном рома (3,78541 л.) из таверны Бенни в комнату № 5 северных казарм.

### 23 декабря 1826 г.

#### 07:00

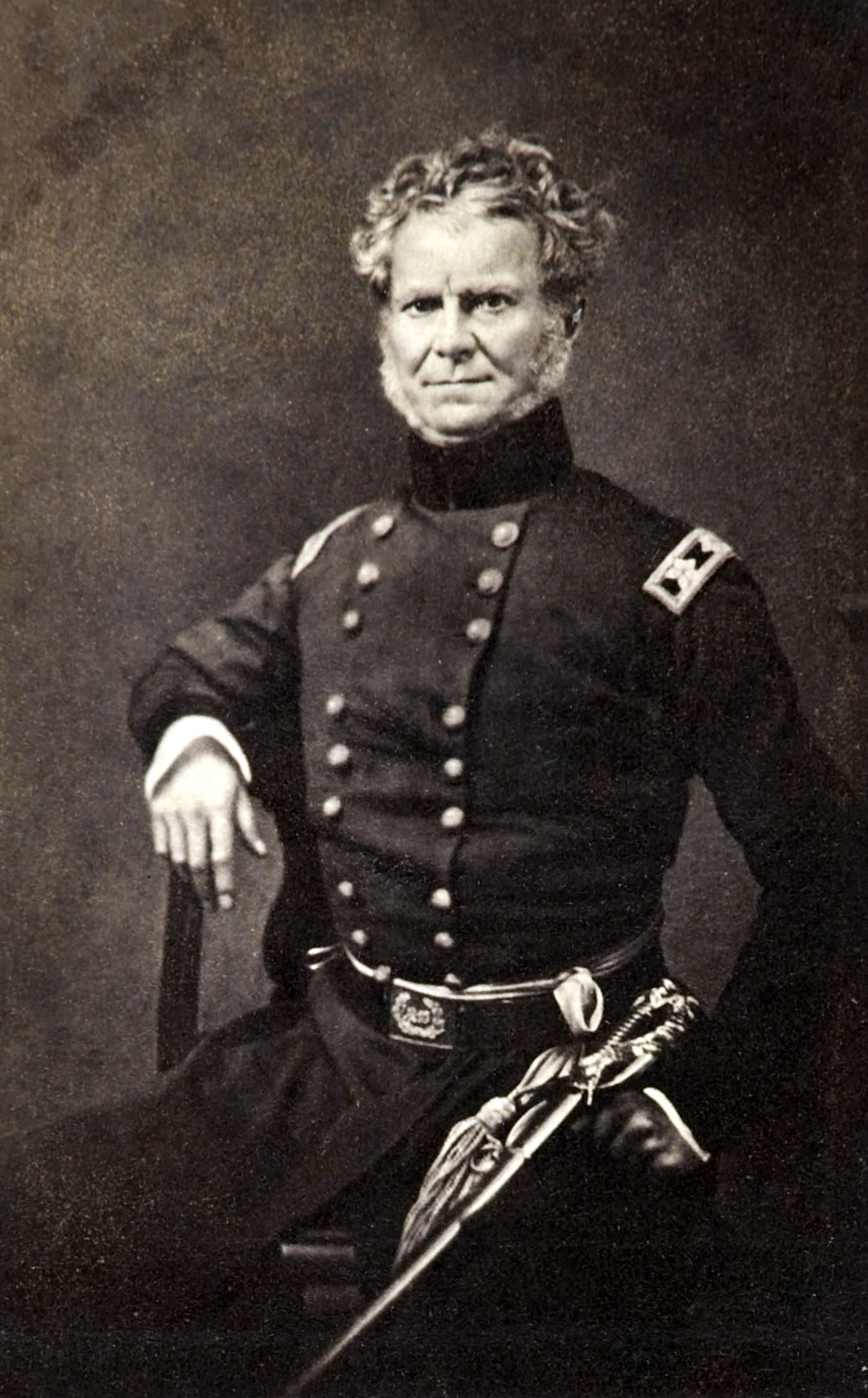
Комендант Военной академии США Уильям Уорт (1820–1828 гг.) Между 1845 и 1849 гг.

Тайер встретился с Джорджем Бомфордом (Нью-Йорк) и Робертом Э. Ли (Вирджиния). Тайер расспросил Бомфорда о его родительской переписке, в то время как Ли расспросил Тайера о проблемах тригонометрии для артиллерийской стрельбы. Проверки классов и казарм в тот день продолжались в обычном режиме.

#### 17:45
В резиденции Тайера состоялась рождественская вечеринка, на которой подавали вино. Среди присутствующих был преподобный Чарльз Макилвейн, капеллан академии. Во время вечеринки завязался разговор между Тайером и майором Уильямом Дж. Уортом, комендантом кадетов, о дисциплинарных проблемах Джефферсона Дэвиса (Миссисипи). Развлечение было предоставлено группой Уэст-Пойнт. Вечеринка закончилась в 21:30.

#### 18:00
Четверо кадетов, Уолтер Б. Гайон (Миссисипи), Дэвис, Джон Стокер (Пенсильвания) и Дэвид Фаррелли (Пенсильвания), встретились в таверне Бенни Хейвенса. Большая часть разговора была о повседневной жизни курсантов. Они ушли до того, как прибыл квартирмейстер академии Энеас Маккей.
Тем временем в северных казармах кадеты планировали вечеринку. Подготовка включала кражу кусочков еды во время посещения столовой. В это время курсанты, проживающие в южных казармах, узнали о запланированной рождественской вечеринке в северных казармах.

### 24-25 декабря 1826 г.

#### 22:00-04:15

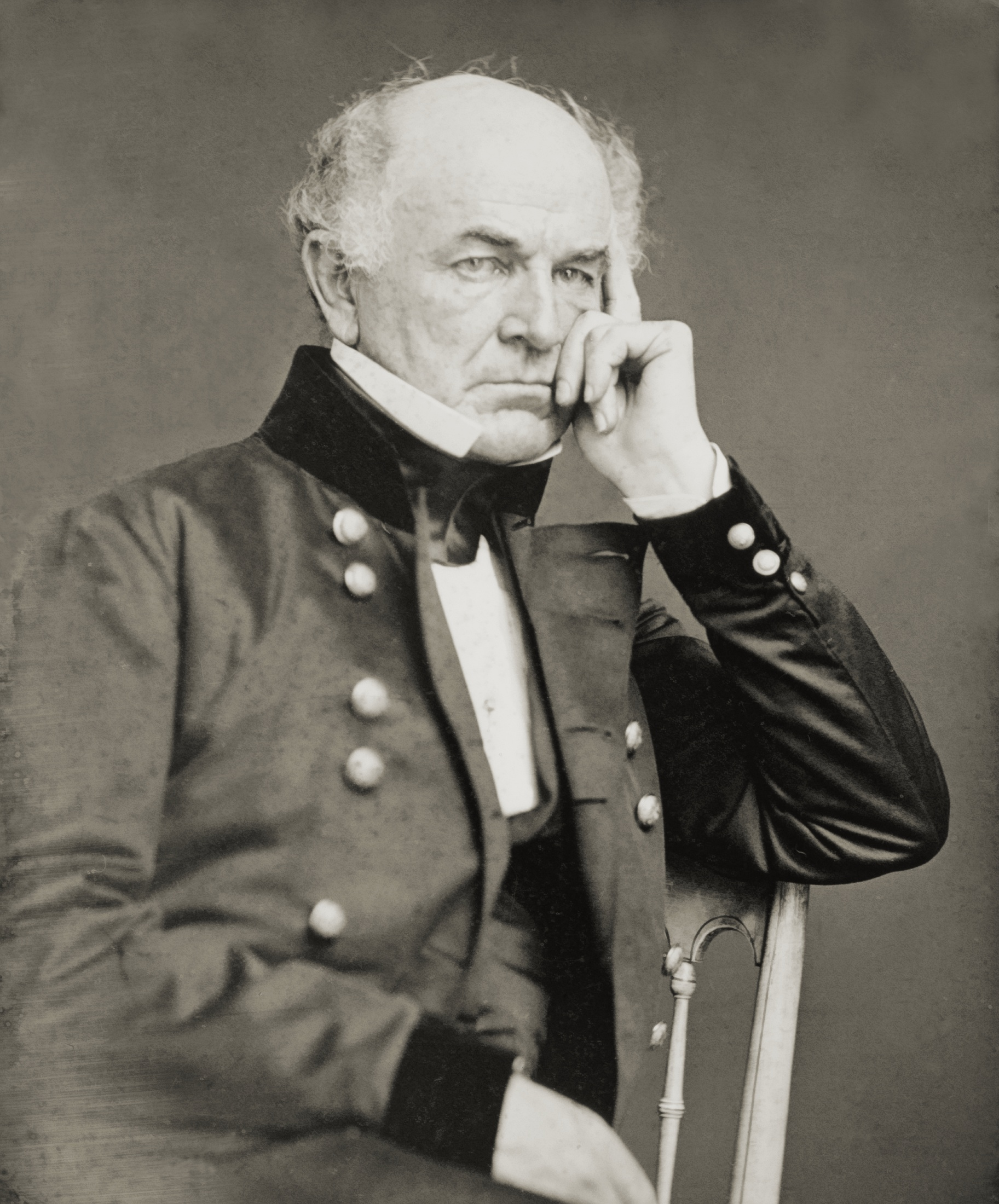
Фото Итана Аллена Хичкока между 1851 и 1860 годами. Хичкок работал преподавателем в Вест-Пойнте во время бунта эгг-нога в 1826 году.

Натаниэль Итон (Массачусетс) был кадетом, отвечающим за внешний пост Северных казарм. Капитан Итан Аллен Хичкок, преподаватель военной тактики, также находился в северных казармах. Итон и Хичкок встретились и обсудили контрабанду спиртных напитков в северных казармах.
Вечеринка с яичным гоголем началась среди девяти кадетов в комнате № 28 Северной казармы. По мере продвижения вечеринки появлялись многочисленные кадеты, в то время как другая вечеринка началась в комнате № 5, о которой упоминали семь кадетов, включая Дэвиса. Фаррелли снова отправился к Норту или Хейвенсу и вернулся с еще одним галлоном виски ранним рождественским утром.
Кадет Чарльз Уиппл (территория Мичиган), суперинтендант дивизии во время первой части инцидента, в 02:00 пошел в комнату № 5 Северной казармы в 02:00, услышав шум, прервав пение восьми курсантов, включая Дэвиса. Уиппл вернулся в свою комнату после словесной перепалки с Дэвисом и другими кадетами. Хичкок совершил еще один обход казарм в 03:00. Пока разворачивались события, лейтенант Уильям А. Торнтон спал.
К 04:00 голоса этажом выше Хичкока были достаточно громкими, чтобы заставить преподавателя исследовать комнату № 28, где Хичкок постучал в дверь и обнаружил шестерых кадетов, пьяных от яичного гоголя, а также двух других, спящих на кровати. . Хичкок приказал двум кадетам вернуться в свои комнаты. После того, как они ушли, Хичкок разбудил двух спящих кадетов и приказал им тоже уйти. Затем он столкнулся с кадетом Джеймсом У.М. «Уимс» Берриен (Джорджия), который ответил с такой же силой. Хичкок прочитал жильцам комнаты суровую лекцию за хранение алкоголя в помещении. Капитан вышел из комнаты в 04:15. Берриен начал выражать свой гнев по отношению к Хичкоку, что побудило Уильяма округа Колумбия «Билли» Мердока (округ Колумбия) возглавить попытку организовать бунт против Хичкока.

### 25 декабря 1826 г.

#### 04:30–06:05

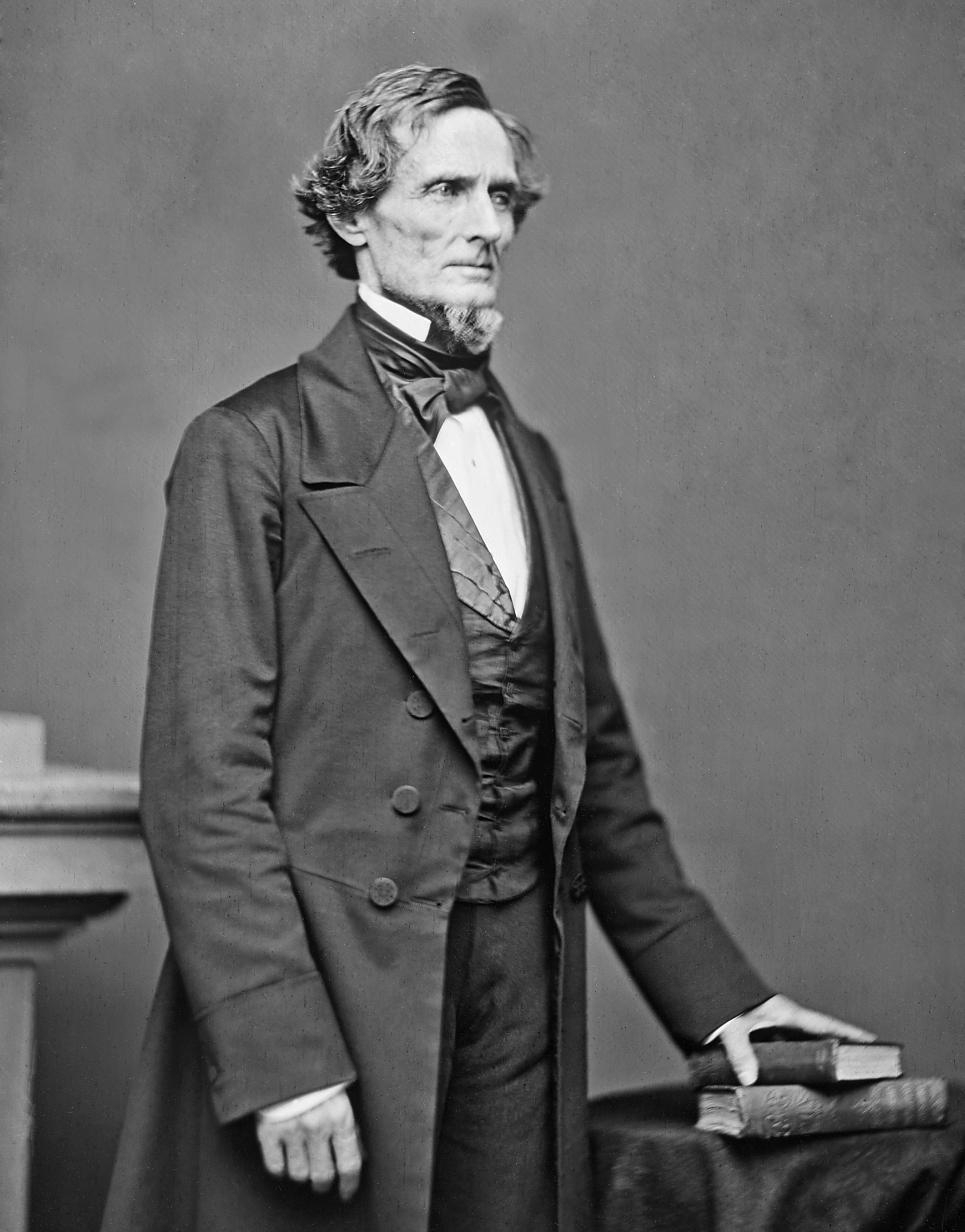
Джефферсон Дэвис в качестве президента Конфедеративных Штатов Америки в 1861 году. Дэвис был среди семидесяти кадетов, принявших участие в бунте гоголь-моголя 24–25 декабря 1826 года.

Хичкок спустился в свою комнату, чтобы поспать. Трижды он слышал стук в дверь, но там никого не было. Найдя другого кадета пьяным, Хичкок увидел, как Дэвис направляется в комнату № 5, где устраивали вечеринки тринадцать кадетов. Дэвис, увидев прибытие Хичкока, предупредил других кадетов. Капитан вошел в комнату, приказав одному из кадетов открыть сундучок другого кадета, но кадет отказался. Хичкок приказал больше не волноваться, вышел из комнаты и начал искать Торнтона около 04:50.
Тем временем Торнтон прогуливался по северным казармам с 21:00 24-го числа до 02:00 Рождества, наблюдая за продолжающимися вечеринками, прежде чем лечь спать в 02:00. Его разбудили громкие крики, и, когда он вышел из своей комнаты, на него напали двое кадетов. Затем Торнтон поставил кадета Уильяма П.Н. Фицджеральд (Нью-Йорк) арестован за размахивание оружием. Фицджеральд отступил от Торнтона, затем рассказал об аресте двум курсантам в комнате № 29. [нужна цитата]
В этот момент из южных казарм раздался шум, который отвлек Торнтона. Собираясь расследовать это волнение, Торнтон был нокаутирован Робертсом, которого ранее тем же вечером Хичкок выгнал из комнаты № 28.
Дэвис спал, но другие кадеты отправились на поиски Хичкока. Трое других кадетов были обнаружены кадетом Джеймсом Дж. Овертоном (Теннесси), стражем по оказанию помощи и не участвовавшим в партиях, и допрошены об их действиях. Они в пьяном виде объяснили, что им нужны барабаны и дудка. Около 05:00 Хичкок обнаружил еще одного нетрезвого кадета, бродящего по академии. К этому моменту несколько оконных стекол были разбиты. Хичкок вернулся в комнату № 8, где он остановился. Затем несколько кадетов атаковали его дверь, Гайон выхватил пистолет и выстрелил в комнату. Хичкок открыл дверь и крикнул курсантам, чтобы они остановились. Затем капитан начал арестовывать курсантов.
Хичкок приказал Итону найти штаб-квартиру Ворта. Овертон попросил Хичкока найти Тайера, и Хичкок ответил: «Нет, мистер Овертон. Принесите сюда комендант Ворт». Несколько пьяных кадетов думали, что Хичкок заявил, что бомбардировщики должны подавить беспорядки, используя тяжелое оружие, в результате чего несколько непьяных кадетов взялись за оружие для защиты Северных казарм. Тайер проснулся в 05:00 от звука барабанов. Он приказал своему помощнику Патрику Мерфи вызвать майора Ворта из-за того, что он слышал, что происходит в северных казармах.
Хичкок продолжил наводить порядок в Северной казарме, ввязавшись в драку с кадетом Уолтером Оти (Вирджиния). Торнтон очнулся на лестнице, где его вырубили, и вернулся в свою комнату. Хичкок встретил его в своей комнате в 05:45. К 06:00 к наведению порядка были привлечены и другие непьющие курсанты. Основные участники беспорядков пытались завербовать других курсантов, но безуспешно.
Овертон не смог найти кадета Итона, проверявшего Южные казармы, но нашел майора Ворта. Хичкок встретил Ворта и рассказал ему, что произошло. К этому времени помощник Тайера прибыл в караульное помещение северных казарм. Вторая артиллерийская артиллерия прибыла в северные казармы ко времени подъема в 06:05.

#### 06:05-18:30
В 06:05 прозвучала побудка вместе со стрельбой, звуком разбитого стекла, ненормативной лексикой курсантов, криками боли и угрозами в адрес академии. Жители северных казарм, которые не были пьяны от яичного гоголя, были потрясены поврежденным имуществом. Курсанты в южных казармах хорошо отдохнули, а другие курсанты в северных казармах были взлохмачены. Некоторые кадеты остались пить в своих комнатах, хотя некоторые появились в парадном строю, несмотря на то, что были пьяны. Ворт встретился с суперинтендантом Тайером после первого формирования, чтобы обсудить, что произошло в северных казармах накануне вечером. Тайер приказал Ворту доставить офицеров в северные казармы и восстановить порядок.
Капитан Маккей, квартирмейстер академии, записал подробности повреждений имущества в северных казармах, чтобы ремонт мог быть проведен в ближайшие дни. Многие пьяные кадеты пришли на перекличку роты в 06:20, хотя и были подавлены. Мятеж официально закончился, когда кадет капитан Джеймс А. Дж. Брэдфорд (Кентукки) привлек корпус к вниманию и после завтрака отпустил их из столовой. Формирование часовни состоялось после завтрака, после чего последовала двухчасовая служба, при этом большинство пьяных кадетов все еще выздоравливали.
Ворт посоветовал Тайеру относительно событий в Северных казармах. Капитан Хичкок и лейтенант Торнтон получили синяки, несколько кадетов получили легкие травмы, а Фицджеральд получил травму руки. Ворт сказал Тайеру, что в мятеже участвовало от пятидесяти до девяноста кадетов. Позже в тот же день Тайер встретился с Гувернером Кемблом, производителем боеприпасов в Колд-Спринг, штат Нью-Йорк, чтобы обсудить различные вопросы, в том числе события в Вест-Пойнте. Кембл спросил Тайера, что он будет делать с неправомерным поведением, на что Тайер ответил, что не знает.

### 26 декабря 1826 г.

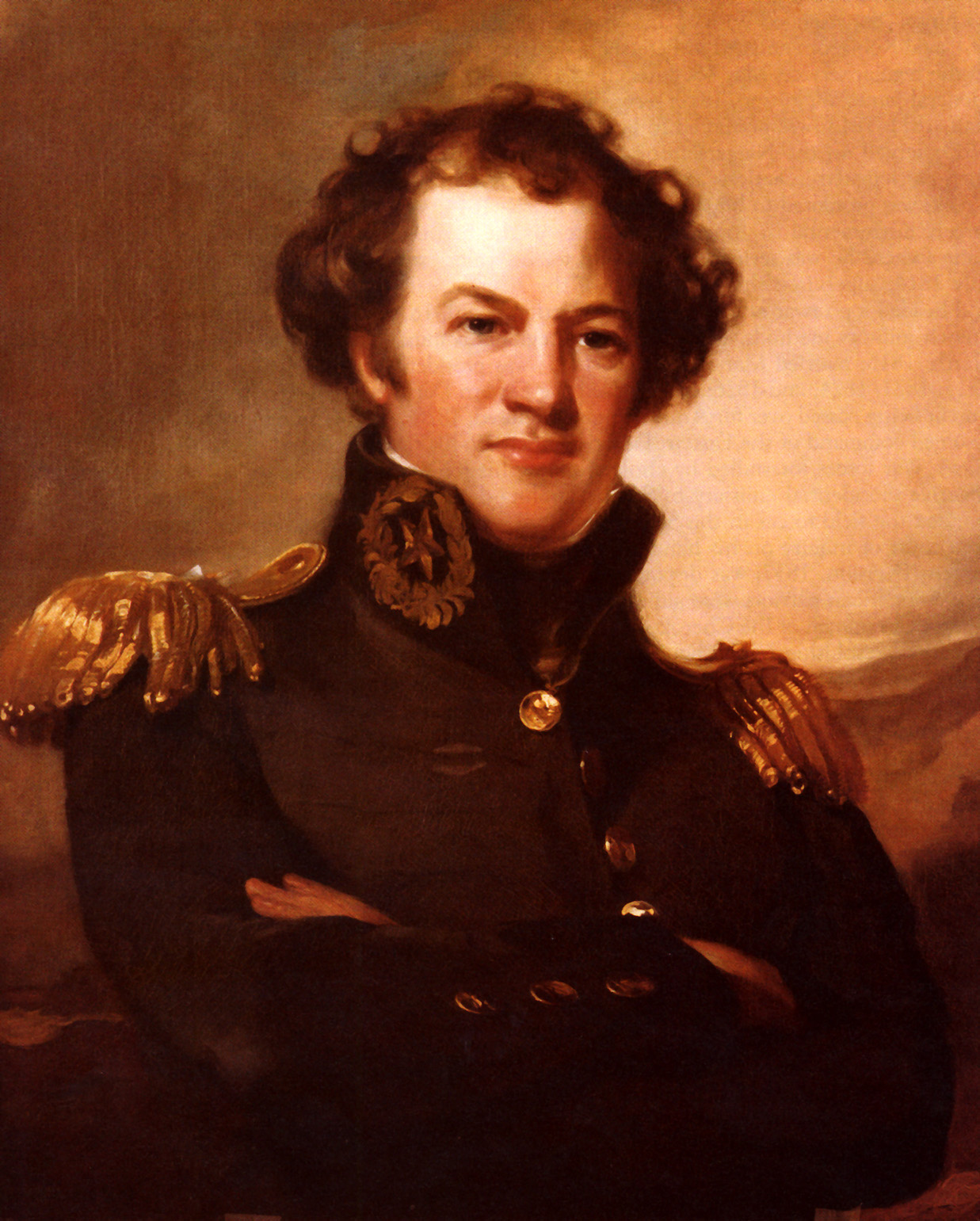
1829 г. портрет Александра Макомба, инспектора Военной академии США.

Состоялось собрание преподавателей и сотрудников, на котором присутствовали все, кроме капитана Томаса С. Легата из 2-й артиллерийской батареи А и нескольких доцентов. Тайер сообщил им, что генерал-майору Александру Макомбу, начальнику инженерной службы и генерал-инспектору академии, сообщили о беспорядках, и что он ожидает приказа от Макомба. Суперинтендант также сообщил присутствующим, что во время финала семестра в январе 1827 года будет проведено расследование, поэтому некоторым курсантам предстоят одновременные экзамены и расследование.
Приказ 98 кадетского батальона был прочитан при построении и вывешен на нескольких видных местах в академии. Двадцать два курсанта были помещены под домашний арест до особого распоряжения; среди них был Дэвис, которого Хичкок и Торнтон назвали злоумышленником.

### 6 января 1827 г.
Тайер просмотрел Приказ 49 от 30 декабря 1826 года, подписанный начальником инженеров Макомбом, предписывающий как можно скорее собрать следственный суд для расследования рождественских беспорядков. Военное министерство в Вашингтоне, округ Колумбия, не назвало крайних сроков, хотя ожидалось, что академия сделает это как можно скорее. Майор Ворт был председателем расследования, а лейтенант Генри Х. Гирд исполнял обязанности секретаря (судебного репортёра), а два других преподавателя и сотрудника были выбраны Тайером для выполнения судебных обязанностей. Если расследование определило, что необходимы дальнейшие дисциплинарные меры, Тайер был уполномочен предать военному трибуналу любого кадета или другого военного персонала. Ворт избрал Хичкока и лейтенанта Уильяма Брайанта в суд, несмотря на участие Хичкока в сдерживании беспорядков в Северных казармах.

### 7 января 1827 г.
В разгар академических экзаменов Гирд сообщил кадетам о следственном суде, который должен был начаться на следующий день.

### 8-22 января 1827 г.
Допрос включал показания 167 свидетелей. Маккей заявил, что нанесен ущерб на сумму 168,83 доллара США (примерно 4430 долларов в 2020 году). Тайер показал, что он никогда не приказывал бомбардировщикам Второй артиллерии охранять казармы. Ученый совет рекомендовал уволить Джеймса У. Гамильтона (на свободе) за плохое поведение, а еще пять человек, все четвероклассники (первокурсники или плебеи), были уволены из-за отсутствия способностей в определенных академических дисциплинах или плохого поведения. Несколько других курсантов также были уволены. Окончательный отчет был представлен Тайеру 19 января 1827 года, который Тайер и Ворт встретились, чтобы обсудить после ужина в тот же вечер.
После свидетельских показаний следствие установило, что к беспорядкам были причастны семьдесят курсантов. Тайер отобрал самых злостных преступников (тех, кто провез контрабандой виски, кадетов, подстрекавших к беспорядкам, и некоторых других) для судебного преследования в военном трибунале.

### 24 января - 8 марта 1827 г.

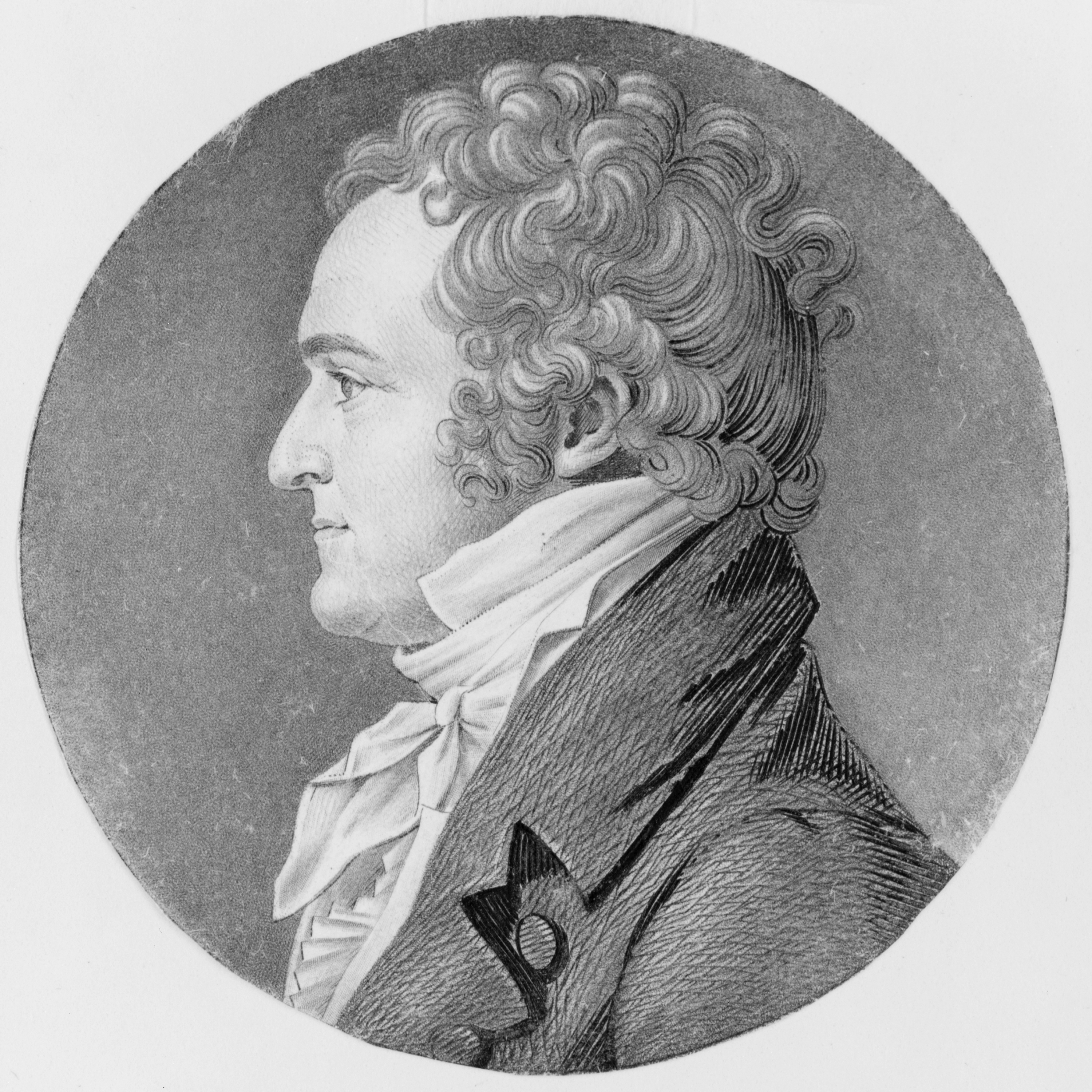
в. Фотография 1807 года, на которой изображен генеральный прокурор США Уильям Вирт, который в 1819 году заявил, что кадеты Вест-Пойнта подлежат военному праву и суду военного трибунала.

В 1819 году генеральный прокурор Соединенных Штатов Уильям Вирт высказал мнение, что «Корпус ... является частью сухопутных войск Соединенных Штатов ...» и, таким образом, его члены подлежат военному праву и судебному разбирательству. военный трибунал. Мнение Вирта поддержали военный министр США Джон К. Кэлхун и президент США Джеймс Монро.
Американская военная юстиция девятнадцатого века была основана в ходе Американской революции. Приговоры были рассмотрены военным министром, Конгрессом США и президентом. Общий суд состоял из пяти-тринадцати офицеров, выполнявших функции присяжных и магистратов. Обвиняемый был сам себе адвокатом, готовил свою защиту и мог признать себя виновным по одному или нескольким обвинениям против него, оспаривая другие обвинения.
Испытания проводились с 08:00 до 15:00 ежедневно или в светлое время суток, в зависимости от того, что было позже. Стандартный судебный процесс начался с зачитывания обвинений, заявления обвиняемого о признании вины и вступительных слов обвинения и защиты. Затем начались показания свидетелей, за которыми последовали заключительные заявления, данные адвокатами обвинения и защиты, и решение присяжных. Если вердикт был виновен, подсудимому приговаривали.
Двадцать дел были разделены военным ведомством на три части для удобства администрирования. Военные трибуналы проводились подряд без перерыва с 26 января, при этом лейтенант Гирд выступал в качестве защитника судьи первой инстанции.
В ходе судебных процессов Дэвис был освобожден из-под домашнего ареста вместе с двумя другими курсантами. Кадет Хамфрис был арестован 27 января. Гирд оставался адвокатом судьи первой инстанции до 8 марта, когда он попросил об освобождении; его заменил лейтенант Уильям Х.К. Бартлетт.

### 9 марта - 3 мая 1827 г.
Бартлетт приступил к своим обязанностям 9 марта в 10:00, а судебные процессы завершились 16 марта. Тайер отправил записи генералу Маккомбу и военному министру Джеймсу Барбуру в конце марта; Затем Барбур отправил информацию президенту Джону Куинси Адамсу. Адамс прочитал выводы и скорректировал некоторые вердикты для кадетов. Дело было закрыто 3 мая.